# Yuchuan (köpinghuvudort i Kina, Hubei Sheng, lat 30,09, long 115,73)
Yuchuan (kinesiska: 余川) är en köpinghuvudort i Kina. Den ligger i provinsen Hubei, i den centrala delen av landet, omkring 150 kilometer öster om provinshuvudstaden Wuhan. Antalet invånare är 50 297. Befolkningen består av 24 869 kvinnor och 25 428 män. Barn under 15 år utgör 18,0 %, vuxna 15-64 år 69 %, och äldre över 65 år 12,0 %.
Runt Yuchuan är det tätbefolkat, med 613 invånare per kvadratkilometer. Närmaste större samhälle är Meichuan, 13,6 km väster om Yuchuan. Trakten runt Yuchuan består till största delen av jordbruksmark.
Genomsnittlig årsnederbörd är 1 892 millimeter. Den regnigaste månaden är maj, med i genomsnitt 282 mm nederbörd, och den torraste är januari, med 46 mm nederbörd.